# The Eyes of Darkness
The Eyes of Darkness là một tiểu thuyết kinh dị của nhà văn Dean Koontz, phát hành năm 1981. Cuốn sách viết về một người mẹ đặt ra nghi vấn liệu rằng con trai của cô có thật sự chết vào năm ngoái hay còn sống.

## Tóm lược
Một người mẹ để con trai của cô đi cắm trại, dưới sự dẫn dắt của người trưởng đoàn từng tổ chức những chuyến đi như vậy lên những ngọn núi 16 lần trước đây mà không hề có rủi ro nào; chỉ trừ lần này. Tất cả những trại viên, người dẫn đoàn và tài xế đều chết không rõ nguyên nhân. Khi người mẹ, tức là nhân vật chính, đau đớn chấp nhận sự thật rằng con trai cô, Danny, đã chết, thì cô bắt đầu nhận được những tin nhắn nặc danh nói rằng cậu chưa chết, chẳng hạn như tin viết bằng phấn trên bảng hoặc trên máy in và các dạng "dấu hiệu" khác. Cùng với người bạn mới của cô là Elliot Stryker, Christina Evans khởi sự tìm hiểu những gì có thể đã xảy ra vào cái ngày con trai cô "chết".
Cuốn tiểu thuyết này được khẳng định rằng có nhiều điểm tương đồng với dịch bệnh do virus nCoV-2019 gây ra.
Dường như trong bản phát hành lần đầu năm 1981, tên của vi sinh vật là Gorki-400. Chỉ sau đó vào năm 1989, tên mới được chuyển thành Wuhan-400.
Không những khá giống ở tên vi sinh, phần này trong cuốn tiểu thuyết còn có nhiều điểm tương đồng với dịch coronavirus CoVid 19 bùng phát từ Vũ Hán năm 2020.

## Nhân vật
- Christina Evans- Mẹ của Danny, vừa li dị với bố Danny.
- Michael Evans- Bố Danny.
- Elliot Stryker- Một luật sư từng cộng tác với Army Intelligence, và là tình nhân của Christina.
- Danny- Con trai của Tina.
- Vincent- một sát thủ được thuê bởi Project Pandora
- Alexander- chủ của Project Pandora

## Phim truyền hình
Theo lời bạt của Koontz trên bìa sau của bản tái bản năm 2008, nhà phát hành truyền hình Lee Rich đã mua bản quyền của cuốn sách này cùng với The Face of Fear, Darkfall, và một cuốn tiểu thuyết thứ 4 không được nêu tên, để làm thành phim truyền hình nhiều tập dựa trên tác phẩm của Koontz. The Eyes of Darkness được giao cho nhóm nữ biên kịch Ann Powell và Rose Schacht, đồng tác giả của Drug Wars: The Camarena Story, nhưng họ chẳng thể đưa ra một kịch bản chuyển thể có thể chấp nhận được. Cuối cùng, The Face of Fear là cuốn tiểu thuyết duy nhất trong bộ tứ này được chuyển thể thành phim truyền hình.